# Будистичка терминологија
|  |  |  |  |  |  |  |  |  |  |  |  |  |  |  |  |  |  |  |  |  |  |  |  |  |  |  |  |  |  |

## А
абхидхамма - виша дхарма или врховни закон. То је каснија збирка текстова којима се систематише Будино учење.
абхина - интуитивне моћи које долазе са вежбањем концентрације: способност да се чује и види на велику даљину, да се читају мисли других, сећање на прошле животе и знање које брише менталне нечистоће. Видети асава.
авидја - незнање.
акарја - учитељ, ментор.
адхитхана - одлучност, решеност. Једно од десет савршенстава (парами). 
ајахн (тајландски језик; такође „ајарн“, „ајаан“ итд.) - Учитељ, ментор. Еквивалент пали појму ацарја.
ајато - унутрашњи, сопствени субјективни. Односи се на субјективни доживљај осјећаја као и на субјективни доживљај смирења и задовољства у стањима медитације.
акалико - ванвремено; неусловљено временом или годишњим добима.
акусала - кармички штетно, невешто, погрешно. Видети супротно кусала.
анагами - не-повратник. Особа која је одбацила пет нижих окова који ум везују за круг препорађања (видети самјојана) и која ће се после смрти појавити у неком од светова Брахме названим чиста боравишта, да би ту достигао ниббану, никад се више не родивши у овоме свету.
анапанасати - сабраност пажње на дах. Медитативна техника у којој се центар пажње везује за осећаје који се јављају при удаху и издаху.
аната - не-ја, не-сопство; аната је основна замисао будистичког учења којим се одбија могућност постојања било које сопствености, суштине, бити и индивидуалног принципа.
анића - несталност, непостојаност, пролазност.
анупадисеса-нибана - нибана после које више нема горива за ватру живота (аналогија са угашеном ватром чији су угарци већ охлађени -- нибана араханта после његове смрти.
анупубби-катха - постепено упућивање. Будин метод подучавања Дхамми који слушаоца прогресивно води кроз све супстилиније појмове: великодушност (видети дана), врлину (видети сила), небеске светове, препреке, одрицање и четири племените истине.
апаја-бхуми - стање лишавања; четири нижа нивоа егзистенције у којима је могуће препородити се због прошлих лоших поступака (видети камма): препорађање у паклу, као гладни дух, као љутити демон (видети Асура), или као животиња. Ниједно од ових стања није вечно. Упоредити сугати.
апаја-мукха - пут ка лишавању -- ванбрачни сексуални односи; уживање у пићу или стимулативним средствима; уживање у коцкању; дружење са лошим људима. Сваки од ових поступака утире пут препорађању у једном од нижих нивоа егзистенције (видети апаја-бхуми).
арахант - „вредни“ или „прочишћени"; особа чији ум је ослобођен нечистоћа (килеса), који се ослободио свих окова који везују ум за круг препорађања и који се неће више препорађати. Будина титула и највиши ниво међу племенитим следбеницима.
арамана - заокупљеност; ментални објекат.
арија - племенити, идеалан. Такође „племенити човек“ (видети арија-пуггала).
аријадхана: Племенито богатство; квалитети који служе као 'капитал' у трагању за ослобођењем: убеђење (видети саддха), врлина (видети сила), свест, страх од зла, упућеност у учење, великодушност (видети дана) и способност расуђивања.
арија-пугала - племенити човек; просветљена особа. Онај ко је остварио барем један од четири племенита пута (видети магга) или њихова плода (видети пхала). Упоредити путхујјана (световни човек).
арија-саћа - племенита истина. Реч „арија“ (племенито) може такође означавати идеал или мерило и у том контексту значи „објективну“ или универзалну“ истину. Има их четири: патња, настанак патње, искорењивање патње и пут вежбања који води ка искорењивању патње.
арупа-ђхана - безоблично задубљивање на подручје нетелеснога. Карактерише се сабраношћу и равнодушношћу духа. Подручја арупа-јхана су сљедећа: 1. подручје бесконачног простора, 2. подручје бесконачне свести, 3. подручје ничега, 4. подручје ни-опажања-ни-неопажања. Овим се процесом постепено редукују карактеристике ума, док се опсег пажње шири а садржај свести постепено сужава.
асава - затрованост, менталне наслаге или нечистоће; Четири су „отрова“ што човека вуку у незнање: 1. љубав, осећајност (кама), 2. егзистенција, жеља за постојањем (бхава), 3. спекулација, ослањање на „спекулативна гледишта“ (диттхи) и заблуда, духовно незнање (авијја) -- који „теку“ из ума и дају покретачку снагу точку рађања и смрти.
асубха - непривлачност, одвратност, нечистоћа. Буда препоручује контемплацију о овим аспектима тела као противтежи пожуди и самодопадљивости. Видети такође кајагата-сати.
асура - врста демонских бића која су се, попут Титана у грчкој митологији, борила са девама за превласт на небу и изгубила. Видети апаја-бхуми.
авијја: Несвесност, незнање, заблуда, замагљена свесност, обманутост о правој природи ума. Видети такође моха.
ајатана - чулни медијум. Унутрашњи чулни медији су чулни органи -- очи, уши, нос, језик, тело и ум. Спољашњи чулни медијум су њихови објекти -- призор, звук, мирис, укус, додир и мисао.

## Б
бардо - међустање. У учењима дијамантског пута се обично говори о шест стања постојања, односно бардоа.
бханте - поштовани господине; на овај начин се незаређени често обраћају монаху.
бхава - бивање. Стања бића која се прво развијају у уму и онда могу бити доживљена као унутрашњи светови и/или светови на спољашњем нивоу. Постоје три нивоа бивања: на чулном нивоу, на нивоу облика и на безобличном нивоу.
бхавана: задубљивање, усредсређивање на одређени предмет, концентрација, развој духа, медитација. Трећи од три темеља за поступке који доносе награду. Постоје двије врсте бхавана: 1. развијање мира и сабраности, 2. развијање увида и сазнања. Видети такође дана и сила.
бхикху (бхикхуни) - будистички монах (монахиња), просјак, бескућник; мушкарац (жена) која је напустио дом како би живео живот испуњен врлином (видети сила) у складу са Винајом у целини, а нарочито са правилима Патимоккхе. Видети сангха, париса, упасампада.
бодхи (санскрт: बोधि) је индијски појам који се посебно користи у будизму са значењем буђења (од будх - будити).
бодхи дрво је дрво из рода смокве у Урувели, на обали реке Неранџре, поред данашње Гаје под којим је, према будистичком предању, Сидарта Гаутама достигао пробуђење и постао Буда.
бодхи-пакхија-дхама - „крила пробуђења“ -- седам скупова принципа која олакшавају пробуђење и тиме, према Буди, сачињавају срж учења.: [1] четири подручја деловања (видети сатипаттхана); [2] четири исправна напора (саммаппадхана) -- напор да се избегне настанак непожељнихх стања у уму, да се напусте сва она која су већ настала, да се подстакну она пожељнато, а она која већ постоје да се одрже; [3] четири основе успеха (иддхипада) -- жеља, истрајност, усредсређеност, опрезност; [4] пет доминантних фактора (индрија) -- убеђеност, постојаност, сабраност пажње, концентрација, одвраћеност; [5] пет снага (бала) -- идентично са [4]; [6] седам фактора пробуђења (бојјханга) -- сабраност, истраживање феномена, истрајност, усхићење, (видети пити), ведрина, концентрација, равнодушност и [7] осмоструки пут (магга) -- исправно разумевање, исправна одлука, исправан говор, исправно деловање, исправан живот, исправан напор, исправна свесност и исправна концентрација.
бодхисата - „Биће које тежи пробуђењу"; термин којим се описује Буда пре него што је заправо постао Буда, почев од његових првих тежњи ка будинству па све до потпуног пробуђења. Санскритски облик: бодхисаттва.
брахма - „велики“. Становник надчулног небеског света облика или безобличности.
брахма-вихара - четири „божанска“ боравишта у која се стиже развијањем безграничне метте (љубави за себе и друга бића), каруна (саосећање са несрећнима), мудита (сарадост са срећнима) и упеккха (непомућена равнодушност).
брахмин - браманска каста у Индији је дуго тврдила да су њени припадници, већ својим рођењем, вредни највишег поштовања. Будизам је позајмио назив браман да би означио оне који су достигли највиши циљ и како би показао да је поштовање залужујемо не рођењем, расом или кастом којој припадамо, већ духовним постигнућем. Када се користи у будистичком смислу, овај термин је синоним са арахантом.
будха - будни, просветљени. Један од назива са Готама Буду. Према традицији, постоји дуга линија Буда која се протеже у бесконачну прошлост.

## В
васа - период монсуна, од јула до октобра, када се од сваког монаха очекује да остане на једном месту, чиме такође добија прилику за интезивнију медитацију.
вата - циклус рођења, смрти и препорађања. Овај појам означава смрт и поновно рођење живих бића, али и нечистоћа (килеса) у уму. Видети самсара.
ведана: Осећај -- задовољство, бол, ни задовољство ни бол (неутралан). Видети кхандха.
викара - процењивање, истрајна мисао. У медитацији, вицара је ментални фактор који допушта нашој пажњи да се помера и мења перспективу у односу на одабрани објекат медитације. Вицара и с њом повезан фактор витакка достижу пуну зрелост након развијања првог ступња ђхане.
виђја - Јасно знање; чиста свесност; наука (посебно, когнитивне моћи развијене кроз практиковање концентрације и неприањања).
виђја-царана-сампано - савршен у знању и понашању. Један од Будиних епитета.
вимутти: Избављење; слобода од творевина и конвенција ума.
винаја - монашка дисциплина, у штампаном облику обухвата шест томова, а њена правила обухватају сваки аспект живота бхиккхуа и бхиккхуни. Суштина правила за заређене садржана је у патимоккхи. Спој дхамме са винајом чини суштину будистичке религије: „Дхамма-винаја“ -- „учење и дисплина“ -- јесте име које је Будао дао религији коју је утемељио.
випака - последица и плод вољног поступка који је почињен у прошлости.
випасана - јасни интуитивни увид у физички и ментални феномен у тренутку док настаје и нестаје и његово сагледавање онаквог какав заиста јесте -- објективно -- кроз његове три карактеристике (видети ти-лаккхана) и кроз патњу, њен настанак, њен престанак и пут који води до њеног престанка.
випасанупакилеса - искривљавање увида; интензивна искуства која се могу доживети током медитација и која нас наводе на помисао да смо дошли до краја пута. Стандардна листа набраја их десет: светлост, психичке моћи, усхићеност, ведрина, задовољство, изузетна увереност, претеран напор, опседнутост, равнодушност и задовољеност.
вирија - истрајност; енергија. Једно од десет савршенстава (парами), пет снага (бала; видети бодхи-паккхија-дхамма) и пет доминатних фактора (индрија; видети бодхи-паккхија-дхамма).
висакха (такође весакха, весак) - древно име за индијски месец по лунарном календару у пролеће, које данас одговара периоду април-мај. Према традицији, Будино рођење, пробуђење и париниббана су се догодили у ноћи пуног месеца у месецу висакха. Ови догађаји се данас као празник Висакха славе сваке године широм тхеравадског будистичког света.
витака - усмерена мисао. У медитацији, витакка јесте ментални фактор уз помоћ којег се пажња усмерава на одабрани објекат. Витакка и с њом повезан фактор вицара достижу пуну зрелост након развијања првог ступња јхане.

## Д
дана - давање, великодушност; понуда, милостиња. У ужем значењу, давање неке од четири монаху неопоходне ствари. У жирем, склоност давању, без очекивања противуслуге од онога коме се даје. Дана је прва тема у Будином систему поступног вежбања (видети анупубби-катха), прва од десет парамија, једно од седам драгоцености (видети дхана) и први од три темеља за поступке који доносе добробит.
дева (девата) - „онај који блиста“ -- становник небеских светова.
Девадата - нећак Будин који је покушао да изазове раскол унутар сангхе, по чему је међу будистима постао оличење некога ко свесно или несвесно покушава да учење поткопа изнутра.
дхама (скт. дхарма) - (1) Догађај; неки феномен у и по себи; (2) квалитет свести; (3) доктрина, учење; (4) ниббана. Такође, принципи понашања које би људска бића требало да следекако би живели у складу са природним поретком ствари; квалитети ума које би требало да развијају како би развили латентна својства ума. Следствено томе, „дхамма“ се користи такође да означи свако учење које подучава оваквим начелима. Тако Будина дхамма означава његово учење и директно искуство ниббане, онај квалитет којем то учење стреми.
Дхамма-винаја: „учење (дхамма) и дисциплина (винаја)." Будин назив за религију коју је основао.
дхана - драгоценост(и). Седам квалитета: уверење, врлина (видети сила), свесност & пажња, познавање учења, великодушност (видети дана) и мудрост.
дхату: Елемент; својство, стање. Четири физичка елемента или својства су земља (чврстоћа), вода (течење), ветар (кретање) и ватра (топлота). Подела на шест елемената укључује четири побројана и још простор и свест.
дхутанга - Својевољно предузете аскетске вежбе које монаси и остали медитанти могу практиковати с времена на време или као дугорочну одлуку како би неговали одвраћеност и одлучност, а и да би подстакли енеригу у себи. За монахе, има тринаест оваквих вежби: (1) коришћење само старих, одбачених огртача; (2) коеришћење само једног комплета од три огртача; (3) одлазак у прошење хране; (4) не бирање шта ће узети а шта не када иде у прошење; (5) узимање само једног оброка дневно; (6) једење само из посуде у коју се проси храна; (7) одбијање било какве хране понуђене пошто је прошење хране завршено; (8) живљење у шуми; (9) живљење под дрветом; (10) живљење под отвореним небом; (11) живљење на гробљу; (12) задовољавање са билокаквим боравиштем које имамо; (13) избегавање да се икада легне.
доса - одбојност; мржња; љутња. Једно од три неблаготворна корена (мула) у уму.
дукха - патња; бол; мука; непријатност, неспокојство; незадовољство; узнемиреност.

## Ђ
ђхана (скт: дхјана) - задубљење, контемплација. Кроћење пажње и садржаја свести и постизање потпуног душевног мира. Стање снажне сконцентрисаности на један физички подражај (што резултује у рупа јхани) или ментални садржај (што резултује у арупа јхани). Развој јхане креће се од привремене суспензије пет препрека (видети ниварана) преко развоја пет менталних фактора: витакка (усмерена мисао), вицара (процена), пити (усхићење), сукха (задовољство) и екаггатараммана (усредсређеност).

## Е
екагатарамана - усредсређеност на једну тачку. У медитацији, квалитет свести који омогућује да нам пажња остане сабрана и фокусирана на одабрани објекат медитације. Екаггатараммана достиже своју пуну зрелост тек онда када развијемо четврти ниво јхане.
екајана-мага - јединствени пут; директан пут. Овим се означава пракса сабраности пажње унутар четири оквира: тело, осећаји, ум и садржаји ума.
евам - овако; на овај начин. Овај израз се користи у Тајланду као формални завршетак проповеди.

## И
идапакајата - Та условљеност. Ово је назив за принцип узрочности који је Буда открио управо оне ноћи када је достигао пробуђење и наглашава да, како бисмо окончали патњу и неспокојство, морамо у потпуности разумети процес узрочности и то као силе у условљености које смо искусили у равни директног искуства, без потребе да то значење проширујемо и на силе које делују изван ње.

## Ј
јакха - демонска бића из народних веровања, која се често срећу и у пали канону. Приписују им се непријатељске намере према монасима и монахињама који у осами покушавају да достигну више ступњеве задубљења. Обично их ноћу ометају великом буком.

## К
калијанамита - духовни пријатељ; ментор или учитељ дхамме.
кама (скт. карма) - дело, делање. Намерни, вољни поступци, који резултују рођењем и настанком.
каруна - саосећање; симпатија; тежња да се пронађе начин да се истински помогне себи и другима. Једно од десет савршенстава (парами) и једно од четири „узвишена боравишта“ (брахма-вихара).
каја - тело. Обично се односи на физичко тело (рупа-каја; видети рупа), али понекад и на ментално тело (нама-каја; видети нама).
кајагата-сати - сабраност пажње уроњена у тело. Ово је заједнички термин који покрива неколико медитативних тема: сабраност пажње на дах; свесност положаја тела; свесност онога шђто радимо; анализирање делова тела; анализирање физичких својстава тела (видети дхату); контемплација чињенице да тело неизбежно умире и распада се.
кхандха - гомила; група; састојак. Физичке и менталне компоненте личности и чулног искуства уопште. Пет основа приањања (видети упадана). Према Будиној анализи, тих пет „огранака“ људског бића су један материјални, физички (рупа) и четири ментална (нама) феномена: ведана (осећај), саńńа (опажај), санкхара (ментални обрасци) и виńńана (свест).
кханти - стрпљење; издржљивост. Једно од десет савршенстава (парами).
килеса - нечистоћа: лобха (пожуда), доса (мржња) и моха (обмана) у њиховим различитим формама, које укључују такве ствари као што су похлепа, зловоља, бес, пакост, дволичност, ароганцију, завист, шкртост, непоштење, хвалисавост, тврдоглавост, насилност, охолост, таштину, опијеност и самољубље.
кусала - Кармички корисно, вешто, добро, благородно. Поступак који има овај морални квалитет (кусала-камма) сигурно ће донети (пре или касније) срећу и повољан исход. Поступци које карактерише његова супротност (акусала-камма) воде у патњу. Видети камма.

## Л
лобха - похлепа; пожуда; штетна жеља. Такође рага. Један од три неблаготворна корена (мула) у уму.
лока - свет.
лока-дхама - ствари или фенонеми овога света. Стандардна листа садржи их осам: богатство, губитак богатства, положај, губитак положаја, похвала, критика, задовољство, бол.
локавиду - познавалац овога света. Један од епитета Будиних.
локутара - трансцендентно; наднаравно (видети магга, пхала и ниббана).

## М
мага - пут. Нарочито, пут до престанка патње и неспокојства. Четири трансцендентна пута (или један пут са четири нивоа) јесу пут уласка у струју (која носи ка ниббани, чиме се осигурава да ће се та особа поново родити још највише седам пута), пут само једног повратка, пут неповратка и пут до ступња араханта.
махатхера - „велики старац." Почасна титула коју аутоматски добија сваки бхиккху са најмање двадесет година монашког живота иза себе.
Мара - персонификација зла и искушења.
метта - љубав мотивисана саосећањем; благонаклоност. Једно од десет савршенстава (парами) и једно од четири „узвишена боравишта“ (брахма-вихара).
моха - обмана; незнање (авиђја). Један од три неблаготворна корена (мула) у уму.
мудита - сарадост. Радост због среће, своје и оних око нас. Једно од десет савршенстава (парами) и једно од четири „узвишена боравишта " (брахма-вихара).
мула - дословно, „корен“. Фундаментална стања ума која одређују морални квалитет -- добро (кусала) или погрешно (акусала) -- свих поступака које намерно учинимо (видети камма). Три неблагородна корена су лобха (похлепа), доса (одбојност) и моха (обманутост); благородни корени су њихове супротности.

## Н
нага - термин најчешће коришћен за снажна, достојанствене и одважне животиње, као што су слонови и магичне змије. У будизму он се користи за оне који су достигли циљ практиковања учења.
нама - ментали феномен. Овај се термин односи на менталне компоненте пет кхандхи и укључује: ведана (осећај), саńńа (опажај), санкхара (садржаји свести) и виńńана (свест).
нама-рупа - име-и-лик; ум-и-материја; ментално-физичко. Јединство менталног феномена (нама) и физичког феномена (рупа) које чини пет састојака (кхандха) и чини кључну карику у ланцу узрочности условљеног настанка (патицца-самуппада).
некхамма - одвратност, одвраћеност; дословно, „ослобођеност пожуде ". Један од десет парами.
нибана (скт. нирвана) - ослобађање; дословно, „развезивање“ ума од менталних ментал наслага (видети асава), нечистоћа (видети килеса) у круга препорађања (видети ватта), као и свега онога што је могуће описати или дефинисати. Како овај термин такође значи гашење ватре, он конотира и стишавања, хлађења и мира. (У Будино време веровало се да је пламен „везан“ за гориво од којег настаје, а када се угаси онда је ослобођен те везе.) „Потпуна ниббана“ у неким контекстима означава искуство пробуђења; у другим, умирање араханта.
нимита - ментални знак или слика која се током медитације може јавити у уму. Уггаха нимитта означава било коју слику која се спонтано јави током медитације. Парибхага нимитта означава ону слику која је настала као производ управљања свешћу.
ниродха - престанак; разилажење; ишчезавање.
ниварана - препреке у концентрацији: чулна жеља (камаццханда), зловоља (бјапада), лењост и умртвљеност (тхина-миддха), узнемиреност и стрепња (уддхацца-куккуцца) и сумња (вицикиццха).

## О
опанајико - оно што је унутра, што је окренуто ка унутра, ка себи. Један од епитета Буде.

## П
пабађа - „Побећи (од доме у бескућнички живот)"; заређење као саманера (саманери) или монах (монахиња).
пали - језик на којем је записан текстуални канон тхеравада будистичке школе.
парамита - савршеност карактера. Група од десет квалитета које је током дугог низа живота развио бодхисатта и као група они се унутар пали какнона појављују једино у Ђатакама ("Причама о рођењима"): великодушност (дана), врлина (сила), одвраћеност (неккхамма), мудрост (паńńа), енергија/истрајност (вирија), стрпљење/трпељивост (кханти), истинољубивост (сацца), одлучност (адхиттхана), саосећајна љубав (метта) и равнодушност (упеккха).
паринибана - комплетно утрнуће; потпуни нестанак кхандхи које се догађа после смрти неког араханта.
париса - следбеништво; скуп. Четири групе Будиних следбеника су: монаси, монахиње, незаређени мушки и женски следбеници.
паријати - теоријско разумевање Дхамме стечено читањем и проучавањем текстова и учењем. Видети патипатти и пативедха.
патића-самупада - условљени настанак. Схема која показује пут којим долази до интеракције састојака (кхандха) и чулних медија (ајатана), с једне стране, и незнања (авијја) и жеље (танха), чиме се ствара неспокојство и патња (дуккха). Пошто су ове интеракције веома комплексне, постоји више различитих верзија патицца самуппаде изложене у суттама. Често, схема почиње незнањем. Такође, често је да почиње међуодносом између имена (нама) и лика (рупа), на једној страни, и чулне свести (виńńана), на другој.
патимокха - основни скуп правила монашке дисциплине, сачињен од 227 правила за монахе (бхиккхус) и 310 за монахиње (бхиккхунис). Видети Винаја.
патипатти: Практиковање Дхамме, насупрот пуком теоријском знању (паријатти).
пативедха - директно, практично искуство Дхамме. Видети такође паријатти и патипатти.
пета - гладни дух. Једно од класа бића у нижим световима, која су у стању да се понекад прикажу и као људска бића. Пете се у будистичкој уметности приказују као изгладнела бића са изузетно малим устима кроз која никада не могу да унесу онолико хране колико им је потребно да утоле своју безграничну глад.
пхала - плод. Нарочито, плод неког од четири трансцендентна пута (видети магга).
пхра (тајландски) - поштовани. Користи се као префикс уз име монаха (бхиккху).
пити - усхићење; блаженство; одушевљење. У медитацији, угодан квалитет ума, који достиже пуну зрелост пошто је развио други стадијум јхане.
пуја - Почаст, поштовање; девоција. Најчешће, исказивање почасти Буди, које се у манастирима практикује сваког дана (ујутру и увече), на дан упосатха или у другим нарочитим приликама.
пуна - заслуга, вредност; унутрашње осећање благостања које долази пошто смо поступили исправно и корисно и које нас наводи да и убудуће тако поступамо.
путхујана - један од многих; „заробљеник живота“. Особа која још није достигла ниједан од четири ступња пробуђења (видети магга). Упоредити арија-пуггала.

## Р
рага - пожуда, похлепа.
рупа - облик, тело; физички феномен; оно што опажамо чулима.

## С
сабхава-дхама - природа; било који феномен, догађај, својство или квалитет доживљени у и по себи.
саћа - истинитост. Једно од десет савршенстава (парами).
садха - увереност, вера. Поверење у Буду које нам даје вољу да његово учење спроведемо у пракси. Ово уверење постаје непоколебљиво када достигнемо ниво „уласка у ток“ (видети сотапанна).
садху - „тако је“ (узвик); израз којим се исказује захвалност и слагање.
сага - небеса, небески свет. Боравиште дева. За препорађање на небу се каже да је једна од награда за великодушност (видети дана) и врлину (видети сила). Међутим, као и свако друго боравиште унутар самсаре, и овде је боравак само привремен.
сакадагами - „једном-повратник“. Особа која је одбацила прва три окова која ум везују за круг препорађања (видети самјојана), која је ослабила окове чулне жеђи и раздражљивости и која ће се после смрти родити у овом свету још само једном.
сакаја-дитхи - веровање у постојање личности, поистовећивање са њом. Становиште које, погрешно, сматра да је нека од кхандха у ствари „ја"; први од десет окова (самјојана). Напуштање саккаја-диттхи један је од обележја „уласка у ток“.
сакјамуни - „Мудрац из племена Сакја"; један од епитета Будиних.
сакја-пута - син из племена Сакја. Епитет будистичких монаха, настао на основу Будиног порекла.
салекха-дхама - претпоставке за брисање (нечистоћа) -- имати мало потреба, бити задовољан са оним што се има, осамљеност, не претеривање у дружељубивости, истрајност, врлина (видети сила), концентрација, одвраћеност, растерећеност и директно знање и сагледавање избављења.
самади - сабраност ума у једној тачки, задубљеност, концентрација; пракса усредсређивања ума на један осећај или предмет. То је посљедњи члан осмоструког пута којим се постиже превазилажење патње.
самана - контемплативац. Буквално, особа која је напустила конвенционалне обавезе друштвеног живота како би пронашла начин живота више „исправан“ (сама) у односу на природу.
саманера (саманери) - мали самана; искушеник (искушеница) који се придржава десет правила и кандидат је за пуноправан пријем у ред бхиккхуа.
самбхавесин - биће које трага за местом на којем ће се родити.
самати - конвенционална стварност; конвенција; релативна истина; претпоставка; било шта што је настало на основу ума.
самсара - трансмиграција; круг рађања и умирања.
самвега - осећање шока, сметености и отуђености које долази са увиђањем узалудности и бесмислености живљења на дотадашњи начин; прочишћујуће увиђање да смо толико дуго грешили допуштајући себи да будемо заслепљени и осећај хитности у тражењу излаза из тог зачараног круга.
самјојана (сањојана) - окови који држе ум прикован за круг рађања и умирања (видети ватта) -- чврсто веровање у постојање „ја“ (саккаја-диттхи), неизвесност (вицикиццха), слепа везаност за правила и церемоније (силаббата-парамаса); чулна жеља (кама-рага), узнемиреност (вјапада); жеља за материјалним (рупа-рага), жеља за нематеријалним стварима (арупа-рага), обмана (мана), неспокојство (уддхацца) и незнање (авијја).
сандитхико - очигледно само по себи; непосредно видљиво; овде и сада. Један од питета Дхамме.
сангха - будистичка монашка заједница.
санкхара - склоп, конструкција, уобличавање; творевина ума; испољење свести и воље.
сасана - дословно, „порука“. Будино учење; будистичка религија.
сати - пажња, самопосматрање. У неким контекстима, реч сати када се користи сама покрива такође и свесност (сампајаńńа).
сатипатхана - основа пажње; оквир њеног деловања -- тело, осећања, ум и садржаји ума, посматрани објективно, онако како се догађају.
са-упадисеса-нибана - нибана са још нешто преосталог „горива“ (ово је аналогија са угашеном ватром, али пепео је још увек ужарен) -- ослобађање онако како га доживљава у овом животу један арахант.
савака - „слушалац“. Ученик Будин, нарочито племенити ученик.
сајадав (бурмански) - поштовани старац; почасна титула која се даје веома цењеном бурманском бхиккхуу.
сила - врлина, морал. Квалитет етичке чистоте који нас спречава да скренемо са осмоструког пута. Такође, практично правило, због чијег придржавања нећемо чинити неке штетне поступке. Сила је друга област постепеног тренинга (видети анупубби-катха), једна од десет парамија, друго од седам драгоцености (видети дхана) и прва од три основе благотворних поступака (видети дана и бхавана).
сотапанна: Онај који је „ушао у ток“. Особа која је одбацила прва три окова који ум везују за круг рађања и умирања (видети самјојана) и отуда је ушао у „ток“ који га неизбежно носи ка ниббани, а на основу тога је извесно да ће се на овом свету препородити још само седам пута.
ступа (пали: тхупа) - првобитно, гробна хумка у којој су закопане остаци свете особе -- као што је Буда -- или предмети које је користила. Током векова овај објекат се развио у високе, стреласте споменике какви су чести у манастирима по Тајланду, Шри Ланки и Бурми; а на другој страни, у пагоде у Кини, Кореји и Јапану.
сугати - срећно одредиште; два виша нивоа егзистенције у којима је могуће се препородити захваљујући прошлим исправним поступцима (видети камма): препорађање у свету људи и на небу (видети сагга). Ниједно од ових стања није трајно.
сугато - онај који је отишао или иде у добром смеру. Један од епитета Будиних.
сукха - задовољство; олакшање; задовољеност. У медитацији, ментални квалитет који своју пуну зрелост досеже после развијања трећег нивоа јхане.
сута (скт: сутра) - „нит, потка"; говор Буде или ученика који су живели у његово време.

## Т
тади - „такав," још једна од ознака за онога ко је достигао циљ. Њиме се жели рећи да је стање те особе неодредљиво, али и да не подлеже било каквој промени или утицају.
танха - жудња, жеђ, жеља - за чулним задовољствима, за постојањем или за непостојањем (видети бхава). Дубоко је усађена у људској природи и доноси све недаће. Ослобођење од танхе први је корак на путу ослобођења. Видети такође лобха (похлепа; страст).
тапас - прочишћујућа „ватра“ или медитативна пракса.
татхагата - дословно, „такодошавши (татха-гата)" или „онај ко је постао свој"(татха-агата), епитет коришћен у древној Индији за особу која је достигла највиши духовни циљ. У будизму, он обично означава Буду, мада се понекад користи и за неког од његових ученика араханта.
тхан (тајландски; такође „тан") - поштовани, блажени.
тхера - „стари." Почасна титула која се аутоматски додељује када бхиккху иза себе има десет година монаштва. Упоредити махатхера.
тхеравада - „учење старих“ -- једина од раних будистичких школа која је сачувана до данас; у наше доба доминантна форма будизма у Тајланду, на Шри Ланки и у Бурми.
ти-лакхана - три карактеристике својствене свим условљеним феноменима -- они су: пролазни, подложни патњи и без трајне суштине.
типитака (скт. трипитака) - будистички канон; дословно, три „кошаре“ -- правила дисциплине, говори и апстрактне филозофске расправе.
тиратана - „троструки драгуљ“ којег чине Буда, Дхамма и Сангха -- идеали којима се сваки будиста окреће као уточишту.
тисарана - „троструко уточиште": Буда, Дхамма и Сангха.

## У
упасика (или упасака) - женски (или мушки) незаређен следбеник Буде.
упекха - равнодушност. Једно од десет савршенстава (парами) и једно од четири „узвишена боравишта“ (брахма-вихара).
упосатха - дан преданости, одговара четирима фазама Месеца, када се будистички незаређени следбеници окупљају како би саслушали говор о дхамми и придржавали се додатних правила морала. На дан уштапа и пуног месеца монаси се окупљају како би рецитовали правила Патимоккхе.

## Х
хинајана - „мало возило (ка избављењу)", првобитно пежоративан термин -- сковали су га они који су себе називали следбеницима махајане, „великог возила " -- како би означили пут праксе оних који су као Будине речи прихватали само најраније забележене његове говоре. Хинајанисти одбијају да признају касније говоре, које су саставили махајански мудраци, а за које се тврди да садрже део учења за које је Буда осећао да је сувише дубоко за своју прву генерацију ученика, те га је тајно поверио подземним змијама на чување. Данашња тхеравада школа је наследник хинајане.
хири-отапа - „свесност и обазривост"; „морални стид и морални зазор“. Ове две блиске емоције -- „чувари света " -- у основи су сваког благородног поступка. Хири јесте унутрашња свесност која нас одвраћа од тога да чинимо нешто што би угрозила наше самопоштовање; оттаппа јесте здрав страх да не учинимо нешто што би могло нашкодити и нама и другима.